# Kudurru

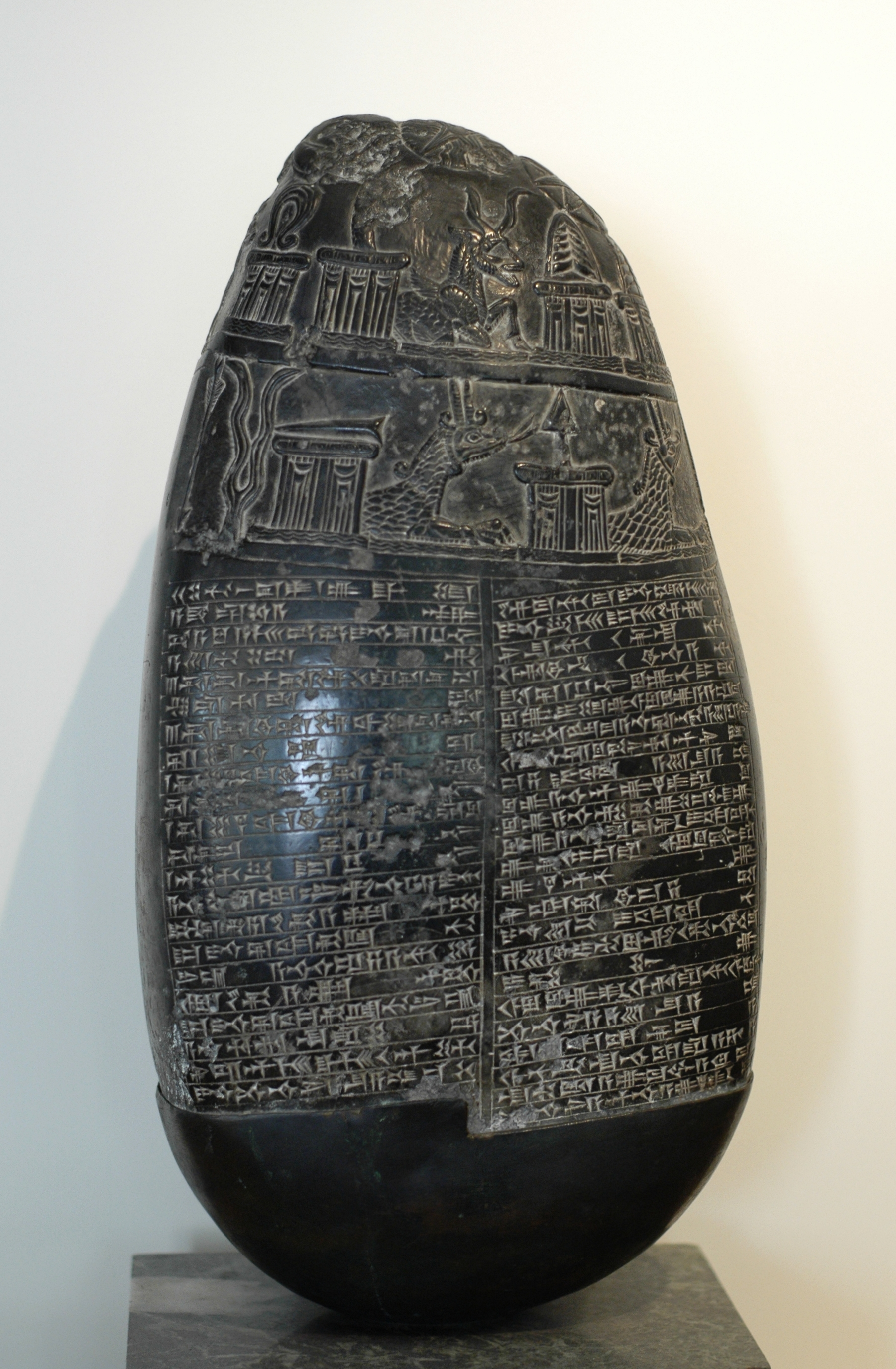
Babylonischer Kudurru aus der II. Dynastie von Isin mit Erwähnung des Marduk-nādin-aḫḫe (1099–1082 v. Chr.). Gefunden in der Nähe von Bagdad von Antoine Michaux

Kudurru ist eine ursprünglich kassitische Bezeichnung, die sowohl für Grenze als auch für ein Steindokument, das die Grenze markiert, verwendet wurde.

## Form und Inhalt
Das Wort kudurru wurde auf Steine mit königlichen Landschenkungsurkunden übertragen, die oft eine Beschreibung des überschriebenen Gebietes, und damit auch seiner Grenzen enthalten. Nicht alle Stelen nennen jedoch den König. Der zweite Teil der Inschrift enthält Fluchformeln. Im oberen Teil der Stelen sind meist Göttersymbole angebracht, manche Steine zeigen aber auch die Schenkung selber.
Der akkadische Name dieser Steine ist na4narû, Stele oder Gedenkstein aus Stein.
Kudurri werden traditionell als Grenzsteine gedeutet. Wie Inschriften zeigen, gab es aber auch narû, die Bestandteile von Gebäuden waren. Manche dieser Steine wurden "Im Angesicht der Götter" errichtet, was auf eine Weihezeremonie schließen lässt. Slanski argumentiert überzeugend für eine Aufstellung in Tempeln.
Der symbolische Grenzstein hatte einen hohen Wert, stand deshalb nicht im Freien, sondern wurde an einem sicheren Ort verwahrt. Er konnte zwischen 0,1 und 1 m hoch sein, die Durchschnittshöhe eines Kudurrus betrug 50–60 cm, er trug auf der Oberseite meist eine Inschrift. Die Länge der Inschrift liegt zwischen 39 und 390 Zeilen. Zusätzlich waren Götterembleme angebracht, die mit den im Text genannten Göttern identisch waren. Er hatte die Form einer oben abgerundeten Steinstele. 
Der Text selbst beinhaltet eine Gebietszuweisung an eine ranghohe Persönlichkeit des Landes. Gewöhnlich waren näher benannte Siedlungen nebst Personal als Ergänzung Inhalt des Kudurru-Textes. Der Kudurru stellt eine Besitzurkunde dar. In anderen Inschriften erhält der Beschenkte das Anrecht, von einem Tempel mit Nahrungsmitteln und Kleidung versorgt zu werden. Es konnten auch Abgaben an oder Arbeitsleistungen für die Krone erlassen werden. Es wird angenommen, dass diese Schenkungen erblich waren. Im Laufe der Zeit müssen die kassitischen Könige durch diese Schenkungen beträchtliche Ländereien und Steuereinnahmen eingebüßt haben.
Das nun von Abgaben befreite Land blieb jedoch Eigentum der Person, die es als Leihe dem Belehnten zur Verfügung stellte. Selten wurden Kudurrus als Prozessurkunden in Landstreitigkeiten benutzt. 
Kudurri wurden in Babylonien vom Ende des 2. bis zur Mitte des 1. Jahrtausends vor Christus angefertigt. Zerbrach ein Stein, konnte ein anderer als Ersatz hergestellt werden, die eine Inschrift aus der Zeit von Nazi-Maruttaš belegt. Erstmals erwähnt wurden Kudurrus unter Kurigalzu I. im 14. Jahrhundert v. Chr. Ältere Verwendungen sind möglich. Das Kudurru-System stellte zunächst Zuweisungen von Regionen und Gebieten dar. Später, zu Zeiten des Nebukadnezar I., wurden die Texte immer weiter ausgeschmückt mit Gründen der Landzuweisungen: Šitti-Marduk, der die Amurriter besiegte und den Kassiten die Beute abjagte. Einige Kudurri enthalten auch historische Informationen, die sich auf die Umstände beziehen, unter denen der Beschenkte sich diese Zuwendung verdiente.
Momentan sind ca. 160 Kudurru bekannt. Etwa 20 stammen aus Babylonien, drei aus Kiš, fast ein Drittel aller bekannten kudurri stammt aus Susa, wohin sie Šutruk-Nahhunte II. zusammen mit anderen Schriftdokumenten, wie der Stele des Hammurapi und der Stele des Naram-Sin im 12. Jahrhundert verschleppt hatte. Sie wurden vermutlich im Hof des Inšušinak-Tempels aufbewahrt (Schnitt 7 und 7α der Grabungen von 1898) aufbewahrt und mussten somit große symbolische Bedeutung haben. Teilweise wurden elamitische Inschriften angebracht. Slanski nimmt an, dass diese Stelen aus babylonischen Tempeln geraubt wurden. Der Rest stammt aus dem Kunsthandel und ihr Herkunftsort ist unbekannt.
Ein Kudurru des Meli-Šipak benennt den Gott Panigarra als Herren des Kudurru.

## Funktion
W. J. Hinke deutete die Göttersymbole auf den kudurri als Tierkreiszeichen. V. S. Tuman versuchte, Sternenkonstellationen zu identifizieren und sie so zur Datierung zu nutzen.

## Namensbestandteil
Der Ausdruck Kudurri war Inhalt von Herrschertiteln, hat aber inhaltlich nichts mit Grenze/Grenzstein gemeinsam. Die Bezeichnung Kudurri in Herrschertiteln ist ein Begriff der elamisch/akkadischen Sprache und bedeutet erstgeborener bzw. ältester Sohn. Aus den Grundformen Kudurru und nasaru folgt die Verwendung  Kudurri und us.ur als Zusatz im Herrschertitel: Gott Nabu ältester Sohn kudurri schützen/bewahren us.ur = Gott Nabu schütze/bewahre meinen erstgeborenen/ältesten Sohn.

## Forschungsgeschichte
Der erste kudurru wurde 1788 von dem französischen Reisenden Antoine Michaux südlich von Bagdad entdeckt und der französischen Nationalbibliothek übergeben. Er wurde als Caillou Michaux bekannt. Er stammt aus der Regierungszeit von Marduk-nādin-aḫḫe (1099–1082 v. Chr.).